# Assan John
Assan John (* 18. Januar 1978) ist ein Leichtathlet aus dem westafrikanischen Staat Gambia, der sich auf die Kurzstrecke spezialisiert hat. Er nahm an den Olympischen Spielen 1996 teil.

## Olympia 1996
Assan John nahm bei den Olympischen Sommerspielen 1996 in Atlanta an einem Wettbewerb teil:
- Im Wettbewerb 4-mal-400-Meter-Staffel lief er zusammen mit Dawda Jallow, Lamin Drammeh und Momodou Drammeh. John lief als Vierter der Staffel, die aber den Lauf nicht beendete und sich damit nicht weiter qualifizieren konnte.

## Persönliche Bestzeiten
- 400 Meter: 48,43 s (1995)